# 高田正幸
高田 正幸（たかだ まさゆき）は、日本の工学者。

## 人物
東京出身。九州大学大学院助教授。成蹊大学工学部機械工学科卒業。同大学大学院工学研究科機械工学専攻修了。 専門分野は、音響心理学・音響環境学。

## 経歴
- 1994年 - 成蹊大学工学部機械工学科卒業。
- 1996年 - 成蹊大学大学院。
- 1999年 - 成蹊大学大学院工学研究科機械工学専攻単位取得退学（博士後期課程）。
- 1999年 - 成蹊大学工学部特別研究員。
- 1999年 - 九州芸術工科大学芸術工学部音響設計学科助手。
- 2003年 - 九州大学大学院芸術工学研究院音響部門助手。
- 2007年 - 九州大学大学院芸術工学研究院音響部門助教授。
- 2009年 - 九州大学大学院芸術工学研究院コミュニケーションデザイン科学部門助教授。

## 受賞歴
- 2004年 - 日本騒音制御工学会研究奨励賞
- 2005年 - 日本機械学会環境工学総合シンポジウム研究奨励表彰